# Semirom
Semīrom (farsi سمیرم) è il capoluogo dello shahrestān di Semirom, circoscrizione Centrale, nella provincia di Esfahan. Aveva, nel 2006, una popolazione di 26.260 abitanti.